# Эй Си Сент-Луис
«Эй Си Сент-Лу́ис» (англ. AC St. Louis) — бывший американский футбольный клуб из города Сент-Луис, штата Миссури. В 2010 году выступал во временной переходной лиге D2 Pro League, втором по уровню профессиональном дивизионе футбола США.

## История
После нескольких неудачных попыток получить для Сент-Луиса франшизу MLS, Джефф Купер, владелец женского футбольного клуба «Сент-Луис Атлетика», переориентировал свои усилия на создание клуба второго по уровню дивизиона. 10 ноября 2009 года стало известно, что новая команда из Сент-Луиса вместе с шестью клубами, покинувшими лигу USL-1, сформирует новую ещё не названную лигу второго дивизиона, которая возьмёт старт в апреле 2010 года.
8 декабря 2009 года было объявлено, что новый клуб новой Североамериканской футбольной лиги (NASL) получил название «Атлетик Клаб оф Сент-Луис» (Athletic Club of St. Louis), сокращённо «Эй Си Сент-Луис» (AC St. Louis), был представлен первый главный тренер клуба — Клод Анелька, старший брат игрока сборной Франции Николя Анелька, было сообщено о присоединении к Куперу двух соинвесторов.
7 января 2010 года Федерация футбола США объявила, что временным решением конфликта между USL и NASL, дошедшего до судебных разбирательств, будет создание на сезон 2010 года новой профессиональной лиги Division 2 Professional League, в которую войдут клубы из USL и NASL.
1 февраля 2010 года «Эй Си Сент-Луис» подписал первого игрока, Стив Ролстон, отыгравший 14 сезонов в MLS, рекордсмен высшей лиги по проведённым матчам (378) и голевым передачам (135), также стал ассистентом главного тренера.
Свой дебютный матч клуб провёл 10 апреля 2010 года против «Каролины Рэйлхокс», потерпев поражение со счётом 0:2. Первую победу клуб добыл 2 мая 2010 года в своём пятом матче, обыграв со счётом 1:0 «Кристал Пэлас Балтимор» благодаря голу Манюэля Канте.
К маю 2010 года клуб столкнулся с финансовыми проблемами — основные инвесторы, братья Санджив и Химал Ваид, прекратили финансирование «Эй Си Сент-Луис» и «Сент-Луис Атлетика». Несмотря на то что Купер продолжил финансирование клубов, «Атлетику» не удалось спасти. Меры по сокращению расходов включали высвобождение денег из фонда заработной платы: Ролстон, имевший дорогостоящий контракт, вернулся в «Нью-Инглэнд Революшн», контракты игроков, не проживавших в районе Сент-Луиса, были выкуплены для расторжения.
24 июня 2010 года Клод Анелька был уволен, в десяти матчах при нём клуб смог набрать лишь семь очков (два выигрыша и одна ничья), главным тренером был назначен местный специалист Дейв Скилли. «Эй Си Сент-Луис» закончил сезон 2010 года на предпоследнем месте и в своей конференции, и в лиге, не пробившись в плей-офф.
В течение последующего межсезонья Купер пытался продать клуб ради его сохранения, но и это усилие не увенчалось успехом. «Эй Си Сент-Луис» прекратил существование в январе 2011 года.

## Последний состав
Источник: Список игроков на официальном сайте клуба. Дата обращения: 29 августа 2019. Архивировано из оригинала 30 ноября 2010 года.

| №  |                           | Поз. | Имя               | Год рождения |
| -- | ------------------------- | ---- | ----------------- | ------------ |
| 1  | Флаг США                  | Вр   | Алек Дафти        | 1987         |
| 2  | Флаг США                  | Защ  | Зак Бауэр         | 1986         |
| 3  | Флаг США                  | ПЗ   | Трой Коул         | 1986         |
| 4  | Флаг США                  | Защ  | Тим Велтен        | 1983         |
| 5  | Флаг США                  | Защ  | Джек Трейнор      | 1987         |
| 6  | Флаг США                  | Защ  | Джон Леско        | 1988         |
| 7  | Флаг США                  | ПЗ   | Люк Кремалмайер   | 1982         |
| 8  | Флаг Тринидада и Тобаго   | Защ  | Энтони О’Гарро    | 1985         |
| 9  | Флаг Боснии и Герцеговины | Нап  | Элвир Кафеджич    | 1982         |
| 10 | Флаг США                  | ПЗ   | Хагоп Чиришян     | 1989         |
| 11 | Флаг США                  | ПЗ   | Крис Сальваджионе | 1987         |

| №  |               | Поз. | Имя             | Год рождения |
| -- | ------------- | ---- | --------------- | ------------ |
| 12 | Флаг Армении  | ПЗ   | Гилберт Погосян | 1988         |
| 13 | Флаг Бразилии | ПЗ   | Гаушиньо        | 1983         |
| 15 | Флаг США      | Нап  | Майк Амберсли   | 1983         |
| 17 | Флаг США      | Нап  | Брэд Стиссер    | 1986         |
| 20 | Флаг США      | Нап  | Джефф Козгрифф  | 1987         |
| 21 | Флаг США      | ПЗ   | Марк Блум       | 1987         |
| 22 | Флаг США      | Вр   | Чад Бекер       | 1987         |
| 23 | Флаг США      | ПЗ   | Райан Мур       | 1986         |
| 24 | Флаг Бразилии | Нап  | Алекс Титтон    | 1990         |
| 26 | Флаг США      | Защ  | Диллон Барна    | 1987         |
| 31 | Флаг США      | ПЗ   | Майкл Видейра   | 1986         |

## Список тренеров
- Клод Анелька (2010)
- Дейв Скилли (2010)

## Статистика выступлений
| Сезон | Лига          | Регулярный чемпионат                                 | Плей-офф            | Открытый кубок США | Средняя посещаемость |
| ----- | ------------- | ---------------------------------------------------- | ------------------- | ------------------ | -------------------- |
| 2010  | D2 Pro League | конференция NASL: 5-е место, общий зачёт: 11-е место | не квалифицировался | 3-й раунд          | 2 750                |